# Campiglossa media
Campiglossa media
 es una especie de insecto díptero que Malloch describió científicamente por primera vez en el año 1938.
Esta especie pertenece al género Campiglossa de la familia Tephritidae.